# Teplička
Teplička és un poble i municipi d'Eslovàquia. Es troba a la regió de Košice, a l'est del país.

## Història
La primera referència escrita de la vila data del 1328.

## Demografia
| Godina             | 1994 | 2004   | 2014   | 2024   |
| ------------------ | ---- | ------ | ------ | ------ |
| Nombre de persones | 1050 | 1116   | 1155   | 1123   |
| Diferència         |      | +6,28% | +3,49% | −2,77% |

| Godina             | 2023 | 2024   |
| ------------------ | ---- | ------ |
| Nombre de persones | 1139 | 1123   |
| Diferència         |      | −1,40% |